# Sphaeropoeus gisleni
Sphaeropoeus gisleni är en mångfotingart som beskrevs av Karl Wilhelm Verhoeff 1939. Sphaeropoeus gisleni ingår i släktet Sphaeropoeus och familjen Zephroniidae. Inga underarter finns listade i Catalogue of Life.